# Anumeta cestina
Anumeta cestina är en fjärilsart som beskrevs av Otto Staudinger 1884. Anumeta cestina ingår i släktet Anumeta och familjen nattflyn. Inga underarter finns listade i Catalogue of Life.